# ヒットメーカー 阿久悠物語
『日本テレビ開局55周年記念番組・ヒットメーカー 阿久悠物語』（にほんテレビかいきょくごじゅうごしゅうねんきねんばんぐみ ヒットメーカー あくゆうものがたり）は、2008年8月1日21:03 - 23:24に日本テレビ系列にて放映された、単発スペシャルのテレビドラマである。視聴率15.9%（ビデオリサーチ調べ、関東地区・世帯・リアルタイム）。

## 概要
作詞家の阿久悠の一周忌に、阿久が企画した人気オーディション番組『スター誕生!』を中心に、阿久の人生を振り返ったテレビドラマである。少年時代、サラリーマン時代、「作詞家・阿久悠」の誕生、「スター誕生!」の誕生から1978年の第20回日本レコード大賞受賞までのエピソードで構成された。阿久悠の著作をベースに作られてはいるが、『スター誕生!』が始まって以降の話はかなり脚色されており、事実とは違う部分も数多くあるため、エンディングロールの後に「一部フィクション」と断ったクレジットが流されている。なお、この当時の「スタ誕」のセットが再現されているが、当時の番組を協賛していた提供スポンサーは実在企業をもじった架空のものだった。
監督を担当したのは、『失われた歌謡曲』という著作を持ち歌謡曲マニアを自称する映画監督の金子修介。当時のヒット曲や秘蔵映像も交え、当時の雰囲気を再現しており、歌のシーンなどは桜田淳子役の鈴木愛理など一部を除き当時の音源を使って出演者が口パクで演じている。この他にも司会の萩本欽一役の五辻真吾が萩本自身の声を使って口パクで演じている（一部は五辻自身の声で演じている場面もある）。
放送前から、使用している映像の権利問題で、再放送やDVDなどのビデオグラム化は困難であると説明されている。

## キャスト

### スタッフチーム
- 阿久悠：田辺誠一（中学期：太賀）
- 池田文雄：及川光博
- 古田真一：池内博之
- 都倉俊一：内田朝陽
- 土居甫：榊英雄
- 沢井周平：黄川田将也
- AD、D、Pと出世するスタッフ：青山草太
- 井原高忠：宍戸開
- 松田トシ：佐藤真弓
- 三木たかし：俊藤光利
- 中村泰士：増田俊樹

### スターたち
- 森昌子：平塚あみ
- 桜田淳子：鈴木愛理（当時：℃-ute）
- 山口百恵：星野真里
- ピンク・レディー
  - ミー（未唯mie）：高橋愛（当時：モーニング娘。）
  - ケイ（増田恵子）：新垣里沙（当時：モーニング娘。）
- ザ・ピーナッツ
  - 伊藤エミ：奈津子
  - 伊藤ユミ：亜希子（二人は実際に双子姉妹）
- 鈴木ヒロミツ：パパイヤ鈴木
- 井上順：内浦純一
- 和田アキ子：中鉢明子（中鉢は、フジテレビ系で放送された『和田アキ子物語』でも和田役を務めた）
- ザ・タイガース：パウンチホイール
- ヴィレッジ・シンガーズ：乃木太郎、奥田祐樹、新津勇樹、他
- 萩本欽一：五辻真吾

### スタ誕挑戦者
- 沢村明美：梅宮万紗子
- 田中薫：安川結花
- 田口由依：岡村麻純
- 由依の母：はやしだみき
- 浜倉礼子：野上智加
- 中村雄太：木下ほうか
- 予選挑戦者117番：徳井優
- 辺見マリのものまねをする予選挑戦者：小川真奈

### その他の配役
- ナレーション：小林清志
- 晩年の阿久の病室の看護師：前田愛
- 餃子店の店員：田中要次
- 女性担当者：原沙知絵
- 宣弘社の上司：寺脇康文
- ピンク・レディーのマネージャー：音尾琢真
- ピンク・レディーのビクターレコード担当：ホリケン。
- 阿久に出世を抜かされるディレクター：渡来敏之
- レコード大賞会場で池田にぶら下がる芸能記者：長澤奈央
- 謎の男：テリー伊藤
- スタ誕スタッフの一人：倉方規安
- スタ誕アシスタント：峰えりか
- 小学校教師：頭師佳孝
- 劇中番組アナウンサー：馬場典子、山本真純、寺島淳司、葉山エレーヌ
- アコーディオン奏者：田ノ岡三郎

ほか

## スタッフ
- 監督：金子修介
- 脚本：野尻靖之、金子修介
- 撮影：長田勇市
- テーマソング：髙橋真梨子「目を見て語れ 恋人たちよ」（作詞：阿久悠、作曲：宇崎竜童）
- 企画・チーフクリエイター：岩間玄
- 制作：城朋子
- チーフプロデューサー：高橋正弘
- プロデューサー：岩間玄、田之頭洋一
- 制作プロデューサー：岩本勤（COCOON）
- キャスティングプロデューサー：吉川威史
- 音楽プロデューサー：加藤明代（オフィス・トゥー・ワン）
- 音楽編曲：高木洋、萩森英明
  - バックバンドメンバー：五條真由美、うちやえゆか、永村かおる、岩瀬立飛ほか
  - 楽器サプライ：河合楽器製作所
  - 音楽協力：第一興商、ヤマハミュージックパブリッシング、渡辺音楽出版
- 特別協力：吉岡正敏、金谷勲夫
- 技術協力：東京サウンドプロダクション
- スタジオ：日活撮影所
- ロケ協力：高崎フィルムコミッション、中之条町、浜町スタジオ、東京タワースタジオ、KAWASAKI5スタジオ、カネ美食品、伊参スタジオ公園、後楽園ホール　ほか
- 取材協力：結核予防会結核研究所
- 協力：日本音楽事業者協会、翔テレビジョン、テクノマックス、NiTRo、日本テレビ音楽、日本ビクター、モスキート、池田オフィス
- 映像提供：NHK、フジテレビ、TBSテレビ、テレビ朝日、テレビ東京、読売テレビ
- 製作協力：オフィス・トゥー・ワン
- 製作著作：日テレ